# Dieu, ma mère et moi
Pour plus de détails, voir Fiche technique et Distribution.
Dieu, ma mère et moi (El apóstata) est un film espagnol réalisé par Federico Veiroj, sorti en 2015.

## Synopsis
À Madrid, dans une démarche d'apostasie, un homme essaie de se faire excommunier de l'Église catholique.

## Fiche technique
- Titre : Dieu, ma mère et moi
- Titre original : El apóstata
- Réalisation : Federico Veiroj
- Scénario : Gonzalo Delgado, Álvaro Ogalla, Nicolás Saad et Federico Veiroj
- Photographie : Arauco Hernández Holz
- Montage : Fernando Franco
- Société de production : Banco Republica, Cinekdoque, Ferdydurke, Fona Uruguay, La Vie Est Belle Films Associés, Local Films et Montevideo Socio Audiovisual
- Société de distribution : Paname Distribution (France)
- Pays de production :  Espagne,  France et  Uruguay
- Langue originale : espagnol
- Genre : comédie
- Durée : 80 minutes
- Dates de sortie : 
  - Espagne : 2 octobre 2015
  - France : 4 mai 2016

## Distribution
- Álvaro Ogalla : Gonzalo Tamayo
- Marta Larralde : Pilar
- Bárbara Lennie : Maite
- Vicky Peña : la mère
- Juan Calot : Obispo Jorge
- Kaiet Rodríguez : Antonio
- Andrés Gertrúdix : Carlos
- Joaquín Climent : Padre
- Álvaro Roig : Tío

## Distinctions
Le film a obtenu le prix FIPRESCI et une mention spéciale du jury au festival international du film de Saint-Sébastien.